# Ede (Nigeria)
Pour les articles homonymes, voir Ede.
Ede est une ville de l'État d'Osun au Nigeria. C'est un royaume traditionnel, dirigé par un roi portant le titre d'Oba.